# DTS

Logo von DTS Surround

DTS (ursprünglich: Digital Theater Systems) bezeichnet ein Mehrkanal-Tonsystem des gleichnamigen kalifornischen Unternehmens DTS, Inc., das sowohl im Kino als auch bei Laserdiscs, DVDs, HD-DVDs, Blu-ray Discs, speziellen Audio-CDs und auf D-VHS zum Einsatz kommt. Die Versionen für Kino und Endverbraucher sind technisch fundamental unterschiedlich.

## Entwicklungsgeschichte
Das Unternehmen DTS Inc. wurde 1990 von dem Wissenschaftler Terry Beard und einigen Investoren gegründet. Der erste Film, der mit DTS produziert wurde, war Jurassic Park (1993), den das Unternehmen DTS mit nur fünf beschäftigten Mitarbeitern unterstützte. Innerhalb von sechs Monaten wurden weltweit 876 DTS-Systeme in Kinos installiert. 1996 waren erstmals Geräte für Privatverbraucher verfügbar, die DTS wiedergeben konnten.

## Kino

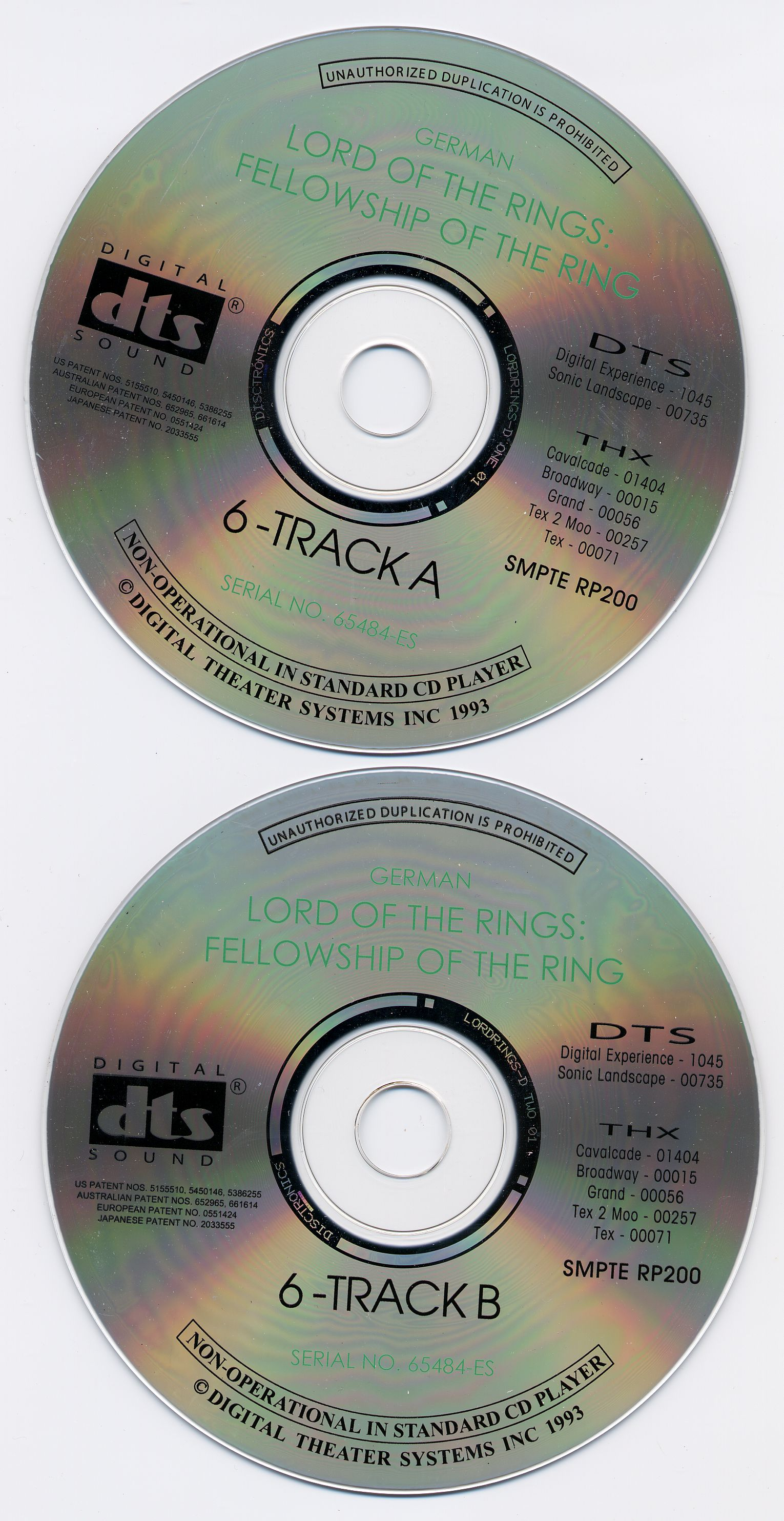
DTS-Scheiben von „Herr der Ringe“

Der DTS-Filmton befindet sich je nach Filmlänge auf ein bis drei CD-ROMs und wird mit APT-X100 bei einer Datenrate von 882 kbit/s datenreduziert. Die CD-ROM überträgt fünf diskrete Kanäle. Der LFE ist kein eigener Kanal, sondern wird in den Surroundkanälen übertragen. Bei der Wiedergabe werden die Surroundkanäle bei 80 Hz aufgeteilt und auf den Subwoofer und die Surroundlautsprecher verteilt.

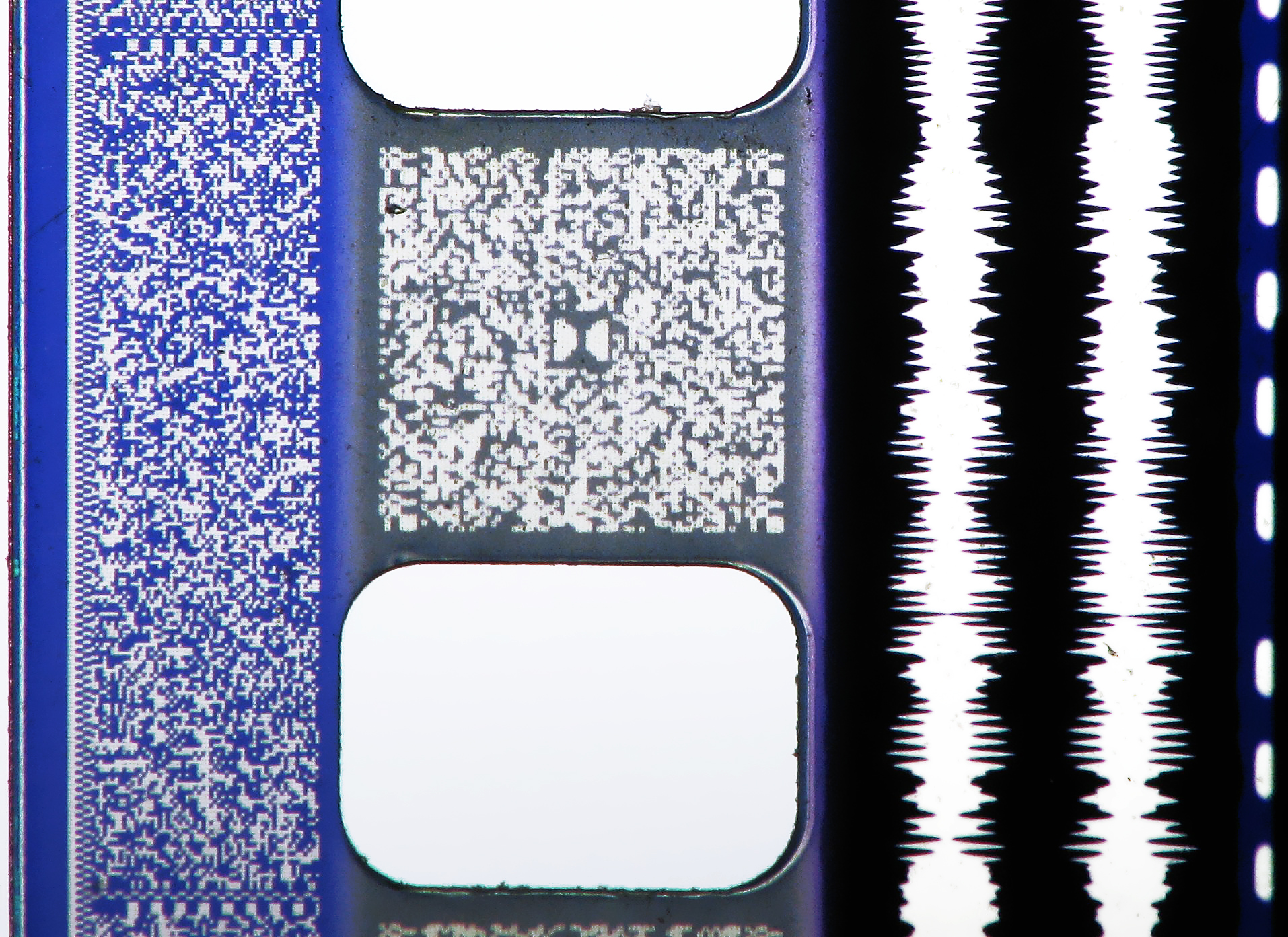
Verschiedene Tonformate auf einem 35-mm-Film. Der DTS-Timecode ist ganz rechts zu sehen

Der Ton wird zum Film mittels eines Timecodes (bestehend aus Punkten und Strichen ähnlich einem Barcode) synchronisiert, der sich zwischen der Lichttonspur und dem eigentlichen Bild befindet und mit einem kleinen Abtaster ausgelesen wird. Dabei wird der Ton selbst bei Filmriss bzw. fehlenden Bildern nachgeführt. Sollte der Timecode ausfallen oder nicht lesbar sein, wird der Ton ca. drei Sekunden weiter von der CD gespielt, bevor auf eine Ersatz-Tonquelle zurückgeschaltet wird. Dies ist in der Regel die Lichttonspur (heute meistens in Dolby SR), kann aber je nach Konfiguration auch eine weitere Digitalton-Quelle wie Dolby Digital oder SDDS sein.
Üblicherweise wird auf Filmkopien ein für das DTS System modifizierter SMPTE Timecode mit 30 Blöcken pro Sekunde aufgezeichnet, in welchem die Stundenzahl als Rollen- bzw. Aktnummer dient. Die maximale Timecode-Länge ist auf 36 Minuten und 24 Sekunden beschränkt und somit für einen Einzelakt völlig ausreichend.
Um zu verhindern, dass eine falsche CD abgespielt wird, beinhaltet der Timecode der Filmkopie und auch die DTS-CD eine Seriennummer, welche bei der Wiedergabe auf Stimmigkeit überprüft wird und die eingelegte CD nur dann wiedergeben wird, wenn es sich um die Seriennummer der Kopie handelt. Ein Block mit beinhaltender Serial ersetzt in bestimmten Abständen einen regulären Timecodeblock auf der Filmkopie. Später wurde die Anzahl der auftretenden Serialblöcke als Verschlüsselung genutzt, wodurch verhindert wurde, dass eine CD lediglich mit einem Timecodegenerator gekoppelt am DTS-Prozessor abgespielt und eine nicht autorisierte Kopie erstellt werden konnte.
Die ersten DTS-Decoder verfügten über zwei CD-ROM-Laufwerke, spätere über drei, was die maximale Filmgesamtlänge von 206 auf 309 Minuten erweiterte. Ein DTS-System besteht im Prinzip aus einem 386er-PC (spätere mit 486er @ 25Mhz) mit zwei oder drei SCSI-CD-Laufwerken sowie zwei speziellen Decoderkarten.
Im Wandel der Technik wurden bei den ersten Geräten sog. Caddy-Laufwerke verbaut, gefolgt von CD-Rom Laufwerken mit Schublade, und gegen Ende der Ära DVD-ROM-Laufwerke mit IDE-Schnittstelle, adaptiert mit ACARD-Konvertern auf den beibehaltenen SCSI-II-Bus.
Das OS ist auf einer 8-Bit-EPROM-Karte abgelegt, das sich als Systemlaufwerk in das System einbindet und von dem gebootet wird.
Im Gegensatz zu SDDS und Dolby Digital ist bei DTS das Surround Delay bereits auf der CD integriert und kann nicht verändert werden.
Eine weitere Entwicklung ist der DTS-Effektkanal. Mit diesem können, über den Timecode gesteuert, bis zu sechs Effektgeräte (Stroboskope, Nebelmaschinen usw.) im Saal angesteuert werden. Im Herbst 1997 wurde zum Film Der Schakal das Rear Window Captioning System vorgestellt, eine weitere Ergänzung zum DTS-Standard. Dabei sind auf der CD Untertitel für Hörgeschädigte gespeichert. Diese werden dann hinten im Saal spiegelverkehrt auf einer Leuchtzeile dargestellt. Wer die Schrift lesen möchte, kann sich einen (vom Kino gestellten) Spiegel an den Sitz des Vordermanns hängen und die Untertitel mitlesen.
Kurz nachdem Dolby mit Star Wars: Episode I die 6.1-Erweiterung Dolby Digital Surround EX einführte, bot DTS mit DTS-ES ein ähnliches System an. Die Kinoversionen der Erweiterung sind im Gegensatz zu den Heimversionen zwischen beiden Herstellern kompatibel. DTS-ES CDs haben eine 5-stellige Seriennummer beginnend mit 6.
DTS lässt sich an allen gängigen Kino-Projektoren nachrüsten. Es ist das einzige gängige Digitaltonsystem, das auch für 70-mm-Film geeignet ist. Zur Wiedergabe muss an den entsprechenden Projektoren lediglich ein Abtaster montiert werden. Im kommerziellen Kino hat sich das 70-mm-Filmformat aber kaum durchgesetzt.

### Neuere Entwicklungen
Im Mai 2008 verkaufte DTS die cinema division an Beaufort California Inc., die auch als Datasat Digital Entertainment bekannt sind.
Digitales Kino nach dem Standard der Digital Cinema Initiatives sieht für den Ton nur noch unkomprimierte Puls-Code-Modulation vor, so dass klassische Kino-Tonsysteme wie DTS oder Dolby Digital dort nicht mehr nötig sind.

## Privatverbrauchersystem
DTS wird als Alternative zu Dolby Digital vermarktet und verwendet wie das Konkurrenzsystem komprimierte Audiodaten, die mittels eines verlustbehafteten Verfahrens erzeugt werden. Die verwendete Datenrate ist bei Laserdiscs und CD 1234,8 kbit/s, bei DVD sind bis zu 1509,75 kbit/s möglich, die aber nur selten genutzt werden. 
Die Bitrate von DTS-Tonspuren auf Video-DVDs beträgt entweder 754,5 oder 1509,75 kbit/s. Die Datenraten sind damit deutlich höher als bei Dolby Digital. Die Tonspur kann einen LFE-Kanal enthalten, der nur den für die Tieftonwiedergabe zuständigen Subwoofer bedient. Die vollfrequenten Kanäle reichen von 20 Hz bis 22 kHz, der Basskanal reicht bis 80 Hz (bei Dolby Digital 5.1 bis zu 120 Hz). Das verwendete Kodierungsverfahren heißt Coherent Acoustics. 
Um Mehrkanalton auf CD zu realisieren, lassen sich DTS-CDs verwenden.

### Weitere Formate
Das DTS-System für den Endverbraucher wurde vielfach weiterentwickelt und ergänzt:
- DTS-5.1 discrete: fünf diskrete (voneinander unabhängige) Kanäle
- DTS-ES Discrete 6.1: sechs diskrete (voneinander unabhängige) Kanäle
- DTS-ES Matrix 6.1: der Surround-Back-Kanal wird aus Surround-Left- und Surround-Right-Kanal errechnet (vgl. Dolby Digital EX)
- DTS NEO:6: der Mehrkanalton wird aus einem Stereosignal errechnet (vgl. Dolby Surround; Dolby Pro Logic II)
- DTS-96/24: Wiedergabeformat mit erhöhter Abtastfrequenz (96 kHz, Quantisierung: 24 Bit) zur qualitativ hochwertigen Klangwiedergabe von 5.1-Kanalton
- DTS-HD: High-Definition Format für den Einsatz bei HDTV sowie auf HD-DVDs und Blu-ray Discs
- DTS:X: Audio-Objekte werden in Echtzeit auf die Lautsprecher verteilt (vgl. Dolby Atmos)[1]